# Компан
Компан (фр. Compans) је насељено место у Француској у региону Париски регион, у департману Сена и Марна.
По подацима из 2011. године у општини је живело 723 становника, а густина насељености је износила 136,42 становника/km².

## Демографија
| 1962. | 1968. | 1975. | 1982. | 1990. | 2011. |
| ----- | ----- | ----- | ----- | ----- | ----- |
| 311   | 340   | 325   | 345   | 507   | 723   |